# Camponotus simus
Camponotus simus é uma espécie de inseto do gênero Camponotus, pertencente à família Formicidae.